# Hübner von Holst
Johan Hübner von Holst, född den 22 augusti 1881 i Livgardet till häst församling i Stockholm, död 13 juni 1945 i Oscars församling i samma stad, var en svensk militär och sportskytt.

## Biografi

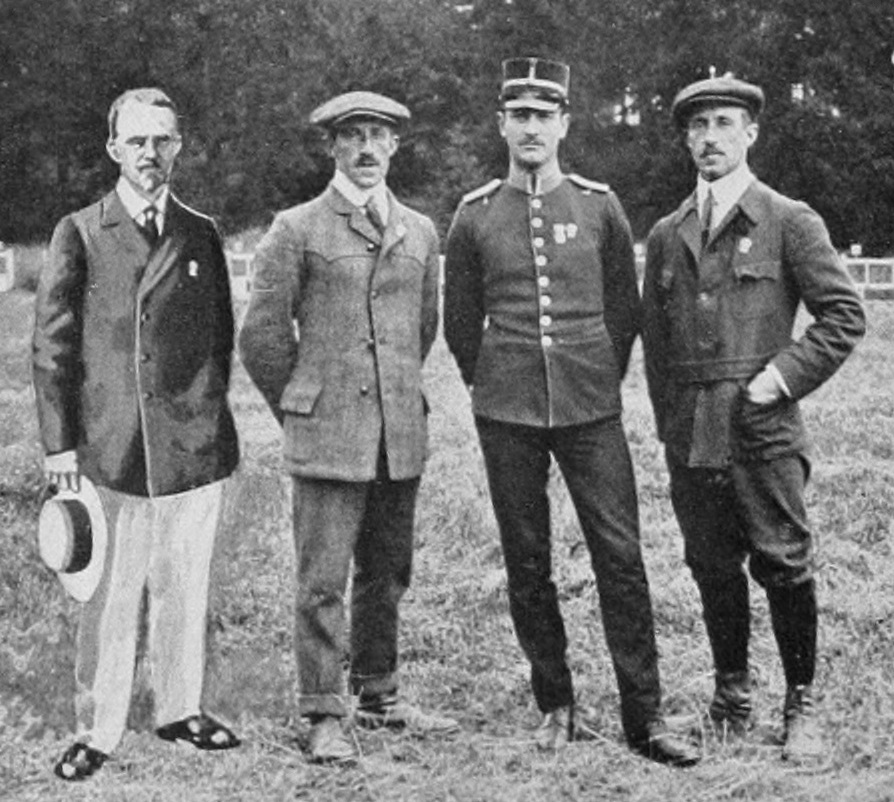
Paul Palén, Vilhelm Carlberg, Johan Hübner von Holst och Eric Carlberg 1912.

Efter studentexamen i Stockholm 1902 gick von Holst in vid det militära och avlade officersexamen 1904. Han blev samma år underlöjtnant vid Svea livgarde och avancerade vid samma förband till löjtnant 1906 och kapten 1917. 1928 överfördes han till övergångsstat. Åren 1906-1907 var han instruktör vid Gymnastiska centralinstitutet. Han var riddare av Svärdsorden samt av norska Sankt Olavs Orden och av ryska Sankt Stanislaus orden.
Som sportskytt deltog von Holst i olympiska sommarspelen 1906, 1908 och 1912. Sina största framgångar nådde han i Stockholm 1912, där han blev silvermedaljör i miniatyrgevär 25 m och bronsmedaljör i duellpistol 30 m. Han ingick också i de svenska lag som tog guld i båda dessa grenar. I spelen i London 1908 tog han ytterligare en silvermedalj i lagtävlingen i miniatyrgevär liggande. I extraspelen i Aten 1906 blev han individuell silvermedaljör i duellpistol 25 m. von Holst deltog även i Baltiska spelen i Malmö 1914.
Hübner von Holst var son till kammarherren och majoren Johan Gustaf von Holst och dennes hustru Elisabeth Zethelius. Han var gift två gånger, första gången 1910–1931 med grevinnan Eva Mörner af Morlanda och den andra med Karin Kinberg. I vardera äktenskapet föddes en dotter.